# 横宮七海
横宮 七海（よこみや ななみ、2002年2月17日 - 2023年12月10日）は、日本の元AV女優。クローネ所属。

## 略歴
2021年4月10日にデビューしたロリ系のAV女優。
2022年2月、このエロVRがすごい!において、出演した『【VR】天井特化アングルVR ～何もない休日に彼女とヤリまくる～ 横宮七海』が2021年下半期作品ランキング1位を獲得。
2023年12月10日、横宮の友人がSNSを通じて横宮の訃報を発表した。日本国内での報道はないが、訃報は台湾などアジア圏では大きく報道された。
同年11月4日週のFANZA動画フロア週間ランキングにて、出演作収録の『【福袋】顔良し体よし！恥じらい素人からどスケベ社会人まで。ガチの良作ハメ撮りのみを厳選した15作品中出し1050分【個人撮影】』（2024年7月発売、HMN WORKS）が週間ランキング1位に急上昇した。

## 人物
- 趣味・特技は食べ歩き、料理。ボールペンで絵を描くこと、水鉄砲。
- 好きな花は芝桜、勿忘草、向日葵[7]。
- 尾崎豊のファン。
- 経験人数100人を超えるという[8]。
- AV監督の太田みぎわは虐待が儚く見える女優として横宮が挙げられた際、「そういう相手だと依存しちゃう可能性があるんです。それがメチャクチャエロい」と論じている[9]。

## 作品

### アダルトDVD
- 「終電ないならウチくる?」 残業で終電を逃がしてしまった俺は誘われるがまま家にお邪魔する事に。いつも会社で見るスーツ姿とは違うゆるい部屋着姿に興奮してしまい… VOL.2（6月18日、DOC）
- 完全顔出し現役ナースをガチナンパ! 白衣の天使がご奉仕プレイでインポ改善! 2 内科の素人なナースはおま○こ丸見え顔、小児科勤務は子どもをあやす様に乳首ヌルヌル手コキ、耳鼻咽喉科勤務は涎でまくりジュポジュポフェラ治療、歯科勤務は公開爆イキ電マオナニー… 各科の個性出まくりで全員連続中出しSP（6月25日、赤面女子）
- 初めての整体マッサージ治療で、成長期の敏感な身体を必要以上に揉みしだかれ、思わずマ○コを濡らして感じてしまう女子○生たち（7月2日、DOC）
- 田舎J○修学旅行生ストーキングレイプ 妊娠に怯え、泣きながら懇願するのを無視してナマズボ!次の獲物を電話で呼ばせ、到着するまで密室で未発達な敏感膣に何度も何度も中出し合計12発!（7月8日、サディスティックヴィレッジ）
- 喉奥で濡れるドM美少女女子校生… いちゃラマ(いちゃいちゃイラマチオ)SEX 笑顔で精子ごっくん（7月8日、ひよこ）
- 素人娘がM男君の自宅を訪問! 責め経験ほぼゼロのうぶな女子たちが、底知れぬM心に触発されドS痴女性が開花! 「もう出ちゃうんですか…//」 乳首舐め手コキや顔騎フェラで散々焦らした後は杭打ち騎乗位で自ら腰を振ってイキまくる! M男君の10倍昇天してもまだ足りず、精子が空っぽになるまで強制連続搾取!（7月9日、赤面女子）
- 完全主観 真面目な優等生女子生徒はデカチン先生の事が大好き 天然Fカップ 新人 横宮七海（7月3日、宇宙企画）
- ガチナンパ! IN八王子 寸止めでマ○コ発狂寸前! ガン突きイカせまくり! 小鹿のようにブル×2痙攣アクメ! 83イキ 15発射!（7月15日、ピーターズ）
- 『愛し合う夫婦が残したいメモリアルヌードフォト』と題された雑誌の企画と妻を騙し、絶倫チ○ポ男と素肌密着偽撮影会で寝取られ検証!! 旦那よりも若くてカチカチに反り返ったチ○ポがマ◯コまで3cmに超接近して奥さん急激欲情!?旦那が近くにいるにも関わらず生中出し!! 10（7月16日、DOC）
- 伊豆長岡温泉で見つけた美人女子大生の皆さん タオル一枚男湯入ってみませんか? ギンギンに凝り固まった「男性客のアソコを素股で揉み解してあげる」編!（7月22日、SODクリエイト）
- 日焼け跡が残る娘を犯し続ける父親近親相姦映像 父娘相姦（7月23日、I.B.WORKS）
- 娘に喰わせてもらってます。（8月6日、ワープエンタテインメント）
- SOD女子社員 ファン大感謝祭 新入社員バスツアー!2021 そんなにイッて大丈夫!? 射精回数合計111発で皆さま有頂天SP! ウルトラフレッシュな12名全員のSEXも収録した超贅沢な4時間ず〜っとシコシコOK号（8月12日、SODクリエイト）※「積木舞美」名義
- 「優しい素人奥さんが俺らの精子を旦那よりも愛おしく飲んでくれる」 第4回精飲オフ会 愛嬌のあるゆるかわ保母さんが笑顔で18発 ななみさん(26歳)（8月12日、コスモス映像）
- 【完全主観】同じ職場の憧れの受付嬢とヤリたい放題性交 Vol.004（8月13日、BAZOOKA）
- 【ド神回】脳汁トロまくり洗脳! このビビるほど可愛い性格よし子ちゃんを、一生懸命な中出し肉便器に 「孕ませて人生終了させて…」（8月19日、ジェントルマン/妄想族）
- J●つきまといナンパ アイドル級マジ可愛いEカップ女子をGET（8月25日、ナンパJAPAN）
- こんな野外で?!顔射後も止めない突然の笑顔しゃぶりで連続2回おねだり女子○生 7（8月26日、ナチュラルハイ）
- 湘南の海で出会った 水着ギャルがデカチン童貞君と「素股オイルマッサージ」に挑戦! 生マンにヌルヌルこすれるデカマラに発情しちゃって『おま○こに入れてみるw』そのまま筆おろし生ハメ中出しSEX!!（8月27日、赤面女子）
- 天然Fカップ 新人 即尺即ハメOK!孕ませご奉仕メイド（9月3日、ONE MORE）
- 終電を逃した酔っ払った同僚とホテルで相部屋に… あまりの無防備な姿に我慢出来なくなって… Vol.012（9月14日、S級素人）
- セーラー服美少女と完全主観従順性交 Vol.006（9月14日、BAZOOKA）
- まさかの相部屋ホテルで…逆NTRされた僕。 ドジで可愛い女子社員と冴えない上司(既婚者)のゾクゾクが止まらない社内不倫。総務部入社1年目 小悪魔可愛い ななみちゃん 22歳（9月21日、ゾクゾク娘/妄想族）
- 生中痴漢集団SP 撮り下ろし+シリーズ総集編 中出し83発! 2枚組 豪華版（9月23日、ナチュラルハイ）
- ※未成年 ※コンドーム一切無し ※19歳スケベ剥き出し温泉旅行 ※4本番やりらふぃー（9月24日、赤面女子）
- 恥ずかしがり屋で超絶カワイイ義理の妹と付き合い始めてしまったボク…。 4 初めて親がいない一泊二日…エッチするチャンス!朝から晩までヤリまくり!とにかくイチャイチャイチャイチャしまくって義理の妹が飽きるほどエッチしまくっていたら段々と大胆になってきて最後は『中に出してお兄ちゃん』と言うほど、ド淫乱女に豹変!!（9月28日、Hunter）
- パパ大好き!ママには言えないパパとななみのエッチな日常（10月1日、MILK）
- 図書館で声も出せず糸引くほど愛液が溢れ出す敏感娘 25 乳首開発でイキまくる女子○生2枚組SP（10月7日、ナチュラルハイ）
- 童貞さんいらっしゃい!! 天使のように優しい現役介護士さんチャレンジ・ザ・ミッション! 授乳手コキ&おっぱいハグ! 恥じらい赤面 素股プレイ中ぐちょぐちょマ●コにヌルッと挿入 筆おろしSP Vol.002（10月12日、S級素人）
- 美脚ルーズソックスGAL制服美少女 Vol.004（10月12日、BAZOOKA）
- 新放課後 痴女美少女回春リフレクソロジー Special（10月12日、宇宙企画）
- 「おとなになったらみんなをおヨメさんにしてあげる!」 小さい頃にした約束をずっと忘れていなかった4人の幼馴染とハーレム中出し新婚生活!（10月26日、Hunter）
- 喪服未亡人と濃厚性交。 Vol.006（11月9日、BAZOOKA）
- 『おじさんの童貞私が食べてあげる♡』 ひよこ女子の密着・いちゃいちゃ・甘えんぼ極上筆おろし 5（11月11日、ひよこ）
- 最強属性 51（11月12日、最強属性）
- 家出女子●生を拾う。僕だけの性処理玩具として育てていく。 Vol.001（11月16日、ゾクゾク娘/妄想族）
- おうぼガール ♯013 ななみ(20) #ゆめかわ #驚愕の可愛さ #うさ耳透けコス #キュン死必須のテレ顔 #先天性ビショ濡れ体質 #プリップリの弾ける雪肌（11月19日、プレステージ）
- 美少女戦士セーラールーメス ヴァージン喪失・悪堕ち（11月26日、GIGA）
- 自転車通学の○学生びしょ濡れ雨宿り野外レイプ映像（11月26日、I.B.WORKS）
- 一般男女モニタリングAV×マジックミラー便コラボ企画 素人女子○校生が初めての黒タイツ履きっぱなしイキ潮体験! 学校帰りのムレた黒タイツに濡れシミができるほど手マンされ連続イキ漏らししたキツキツオマ○コにデカチン激ピストン!!（12月7日、ディープス）※「むぎ」名義
- オジサンを虜にする あざと可愛い地下アイドル 秘密のオフパコ枕営業 中出しOKコスプレSEXイキ狂い6本番（12月21日、無垢）
- ナチュラルハイ年末スペシャル 忘年会痴漢（12月23日、ナチュラルハイ）
- 思春期の娘 父親に恋するメンヘラ少女の狂気の恋心（12月25日、JUMP）
- 喉凹プリンセス 〜気品に上品に〜 輝く秘密を見せてごらん 高鳴る鼓動は止まらない 乙女、イラマに感動 夢の一瞬、私の大事な宝物。（12月28日、えむっ娘ラボ）

- 最高に可愛い美少女 お泊りハメ撮り中出しSEX（1月5日、ロ●専科）
- いつでも中出しさせてくれる僕だけの女子●生アイドル（1月11日、宇宙企画）
- 七海とまお 横宮七海レズ解禁 女の子同士のエッチはやっぱり気持ちよかったです♡（1月11日、ビビアン）
- 夜行バスで声も出せずイカされた隙に生ハメされた女はスローピストンの痺れる快感に理性を失い中出しも拒めない 女子○生限定 9 痴女っこ化SP（1月13日、ナチュラルハイ）
- 未成年19才インフルエンサー【フォロワー100k】生交尾4本番（1月14日、赤面女子）
- ミニスカJ○痴漢 2  短いスカートをめくってバックから犯りまくれ!（1月27日、ナチュラルハイ）
- 妻がいる至近距離で平然とマッサージしながらこっそりチ○ポを挿入し腰振り騎乗位で中出しまでさせるエステティシャン 5  総勢15人総集編付き2枚組 豪華版（1月27日、ナチュラルハイ）
- 行列の出来るチ○ポ -実写版- 人気同人サークル『diletta』が描く幸運のチ○ポを持つ男との生中出しSEXを初実写化（2月22日、Hunter）
- 童貞卒業は初めて出来た彼女相手にしたかったのに!童貞の兄が大好きな変態ブラコンの妹は、兄に初めて彼女が出来た事に嫉妬し、焦る!「お兄ちゃんの童貞は私のもの!」（2月23日、アイエナジー）
- おしゃぶり予備校 84 横宮七海（3月1日、FS.KnightsVisual）
- 姪っ子調教日記 3 横宮七海（3月8日、K-Tribe）
- 清拭中にチクビを触られビクンビクン感じたら 看護師がまさかの痴女開眼で僕の乳首をコリコリ! レロレロ!! ちゅぱぱぱぱ!!!（3月10日、DANDY）
- 挟み撃ちJ○痴漢 前後を挟まれ逃げられず発情するまで何度もイカされた小柄娘（3月24日、ナチュラルハイ）
- アナルのシワの数までハッキリわかる! ノーモザイク連続絶頂アナル見せオナニー 9（3月24日、アイエナジー）
- 素人娘がM男君の自宅を訪問SP 美少女W痴女っ娘 【とにかく乳首責め特化】編! 責め経験ほぼゼロのうぶな女子たちが、底知れぬM心に触発されドS痴女性が開花! 「もう出ちゃうんですか…//」 W乳首舐め手コキや顔騎フェラで散々焦らした後は、杭打ち騎乗位で自ら腰を振ってイキまくる! M男君の10倍昇天してもまだ足りず精子が空っぽになるまで強制連続搾取!（3月25日、赤面女子）
- 小悪魔挑発美少女 横宮七海（4月5日、MARRION）
- 親に内緒で義妹と付き合っています。 （4月7日、アイエナジー）
- くっさい精子で口マ○コ妊娠。あざと可愛い女子校生アイドルはおじさんたちの精子肉便器。ラブラブごっくん25発 横宮七海（4月7日、ひよこ）
- 黒髪清楚系女子○生の性欲が大暴走 アプリで出会ったイケメンチ○ポに性感開発快楽漬け ウブなマ○コで何度もイキまくる未体験の昇天SEX 横宮七海（4月7日、MILK）
- 「見舞いにきた女子○生のパンチラで勃起したら咥えない焦らしフェラでねっとり抜かれて超敏感になった亀頭を無理やりジュポジュポお掃除フェラされた」VOL.5（4月7日、DANDY）
- 睡眠営業研修 ～営業部女性社員4名・昏〇中出し姦記録～（4月7日、素人39）
- 妹と仲の良すぎる変態家族 01 横宮七海（4月12日、K-Tribe）
- 毒ガス/媚薬 de ガンギマリ洗脳実験 少女の脳とマ○コをぶっ壊す＜危険有毒ガスエクスタシー＞ 横宮七海（4月19日、ドグマ）
- 親友対決! 固定ディルド腰ふり競争1000回ふらなきゃ帰れまセン!! 14（4月19日、はじめ企画）
- 素人女子大生限定! 狭いお風呂で密着混浴体験してもらえませんか!? 火照る身体! おっぱいポロリ! ウブな女子は恥ずかし過ぎて赤面涙目! あちこち舐めてキレイにしたらそのまま生中出しSEXしちゃいました! 3（4月21日、アイエナジー）
- 粘着ストーカーMの電車痴漢・自宅侵入記録＃61・62（5月5日、蜃気楼）
- 『とりあえずヤラせるんで怒るの止めて貰えません?』 仕事も出来ず、めちゃ性格の悪い部下ですが、ヤラせてくれたので許します。めちゃくちゃエロいです。（5月10日、Hunter）
- 優等生調教 妊娠までの卑猥な監禁合宿 横宮七海（5月17日、グローリークエスト）
- W病みカワ地雷系美少女 冴えない童貞オヤジを筆おろし。横宮七海 白石かんな（5月17日、無垢）
- 無期懲役の逮捕前日 発育良い制服少女を2人買って容赦なきキメセク中出しで子孫を残してやる 葉風ゆりあ 横宮七海（5月17日、E-BODY）
- 輝く水着に食い込む股間… ぬるぬるローション競泳水着（5月24日、クリスタル映像/MANIAC）
- 「叔父さんに逢いにきました…。」 田舎暮らしの叔父さん大好きな姪っ子 横宮七海（5月27日、I.B.WORKS）
- 「ハァハァすんな! キモ (笑)」 イキり勃つ僕チンを挿入お誘い…我慢できず暴走ピストン中出し! ツンデレ義妹がこっそりノーパンおま○こくぱぁで全力アピール 横宮七海（6月7日、MOODYZ）
- 絶対本番禁止のデリヘル嬢にナマ中出し! 4 オイル素股でマ○コにチ○コを擦られてたら気持ち良すぎて思わずヌルっとナマ挿入! ダメよイヤよと嫌がりながら中出しされちゃう敏感おっぱい嬢（6月7日、グローリークエスト）
- 美少女戦士セーラールーメス 2 悪堕ち・復活・再洗脳 横宮七海（6月10日、GIGA）
- 義父と娘の背徳中出しセックス 横宮七海（6月14日、K-Tribe）
- 9年の刑期を終えた巨漢レ×プ魔に侵入された華奢スレンダーOLがトラウマ種付けプレスで犯され続けた3日間 横宮七海（6月21日、MOODYZ）
- 私、実は夫の上司に犯され続けてます… 横宮七海（6月21日、溜池ゴロー）
- バブみあるななみママは僕がただ生きてるだけでえらいえらいして褒めてくれるので、オギャって甘えて赤ちゃん返りSEX 横宮七海（6月21日、かぐや姫Pt/妄想族）
- 俺のメス穴奴隷の義理妹2人は裏ではこっそり絶倫親父と中出ししまくりロリータ痴女だった… 横宮七海 花狩まい（6月21日、本中）
- よだれをた～っぷり飲ませてくれる制服美少女のとろっとろベロちゅう唾液性交 横宮七海 沙月恵奈（6月23日、Materiall）
- 有名進学校の女子校生が初めてのオナニー鑑賞! 2  至近距離でのガマン汁臭とシコシコ音にグッチョリ膣キュン! 頬を赤らめて求めて来たので生挿入、中出ししちゃいました!（6月23日、アイエナジー）
- W美少女集団輪姦倶楽部 ななみ りな（6月24日、I.B.WORKS）
- 「私が風俗通いを治してあげます!」とボクを好きな後輩がコスプレ風俗通いにやきもち! 小悪魔逆バニー誘惑でぷにマン中出しさせられっぱなしの僕… 横宮七海（7月5日、MOODYZ）
- 彼女の妹（地味・人見知り・セックス興味無し）をキメセクにどっぷり溺れさせて絶頂しまくり中出し肉便器に仕上げた 横宮七海（7月5日、ワンズファクトリー）
- パンチラ盗撮がバレて連行された教師の僕は…制服生徒に叱られ弄ばれながら変態性癖をぶちまけた最高に興奮したラブホ休憩2h 白桃はな 横宮七海（7月5日、kawaiI*）
- オジサンをナメてるパパ活女子が塩対応過ぎたのでオジサンのチ○ポで徹底的に理解らせ性教育 横宮七海（7月7日、MILK）
- まさか義父と義妹がそんな関係だったなんて… 2人のセックスを覗いていたボクに気付くと更に感じ始める変態な義妹。そしてボクに中出しを求めてきて…（7月12日、Hunter）
- 僕を助けてくれる幼なじみがいじめっこに犯されているのを見て勃起した 横宮七海（7月19日、MOODYZ）
- 「私（生徒）のフェラ先生の彼女よりすっごいよ?」 婚約した彼女がいるのに追撃フェラチオ からかい上手な制服少女 横宮七海（7月19日、PREMIUM）
- あの日からずっと…。 緊縛調教中出しされる制服美少女 横宮七海（7月19日、無垢）
- 記憶喪失の少女を騙して、ごっくん人形ごっこ。 横宮七海（7月19日、ドグマ）
- ＜喉ボコ・孕ませ＞マゾメス調教! 夫の借金を帳消しにする24時間M奴隷契約 横宮七海（7月19日、溜池ゴロー）
- 「あざとくて何が悪いの?」 脳トロ甘サド美少女たちと朝までホテルで巨乳密着爆ヌキハーレム 小花のん 横宮七海（7月19日、E-BODY）
- 平然を装い見事成功で賞金100万獲得! オシッコ我慢中に彼氏へのナマ電話「ゼッタイ感じちゃダメッ!」トライ! イタズラ性感checkで足腰ガクブルしちゃう制服女子お漏らしアクメ 04（7月19日、はじめ企画）
- アナルのシワの数までハッキリわかる! ノーモザイク連続絶頂アナル見せオナニー 11（7月21日、アイエナジー）
- 行列が出来る中出し中毒公衆便女 濃厚オヤジの追撃種付けプレス20連発大乱交 横宮七海（8月2日、ワンズファクトリー）
- 一流体育大学併設 競泳アスリートばかりを狙うスポーツトレーナー整体治療院 13（8月2日、変態紳士倶楽部）
- 即死級ケツ穴舐めさせ小悪魔ビッチ!! 神アナル淫女 肛門クン二 & アヌス69でケツ穴ヒクヒクさせながら連続鬼イキキメセク!! 横宮七海（8月9日、ROYAL）
- 恋愛禁止の裏側。 濡れ舌剥き出しでねっちょり交わる欲求不満アイドルレズビアン 横宮七海 天馬ゆい（8月9日、ビビアン）
- 異性に対して無頓着な文学美少女2人組が親友との友情よりも肉棒を求め続けるメス奴隷W媚薬調教 横宮七海 渚みつき（8月9日、REAL）
- W挑発美少女 色白美肌のエッチな娘たち 倉本すみれ 横宮七海（8月12日、ま○こ銀行）
- ゾウさんパンツでフェラ12人 ブリーフの先っちょからチ●ポを引っ張り出して喉奥でグポグポする気持ちいいフェラチオ 7（8月16日、かぐや姫Pt/妄想族）
- 涙のノンストップ激イカせSEX21 横宮七海（8月23日、セレブの友）
- コスフェチ 05 チャージマーメイド 横宮七海（8月26日、GIGA）
- いつも相談にのってくれる用務員のおじさんに妊娠の相談したら一週間性処理肉便器として中出しされ続けた 横宮七海（9月6日、ワンズファクトリー）
- 「ねえ。ずっと乳首に触れてたい。」 男の乳首サワサワ依存症の女子大生。乳首 + さびしんぼ = ちくびんぼ（9月6日、こぐま/妄想族）
- 美少女仮面オーロラ ランプの魔人アッハーン & 淫魔博士エッチソン 横宮七海（9月9日、GIGA）
- 僕の思い通りになる性処理人形を飼育してみた vol.12 横宮七海（9月13日、セレブの友）
- 彼女のお姉さんは巨乳と中出しOKで僕を誘惑 横宮七海（9月20日、OPPAI）
- おじさん大好きすぐにイッちゃうザコマ○コ・ななみんとマッチングキメセク!!（9月20日、kira☆kira）
- 私の自慢は野外で濡れるどM肉便器J系を手にいれたことでした… 偶然出会った皐月の某日―。キミの存在が40歳の私をレイプ魔に変えた 絶頂潮吹きイキ 横宮七海（10月4日、山と空/妄想族）
- あなたのチ●ポ洗います。7 素人アルバイト8人（10月11日、かぐや姫Pt/妄想族）
- 彼女が2泊3日の旅行で居ない間に既婚者の元カノと3日間ハメまくったイケナイ純愛記録 横宮七海（10月14日、人妻花園劇場）
- 溜まりに溜まった禁欲特濃精子で絶頂しまくるメスガキJ○ 「先生、精子出したいの?」 見た目は黒髪清楚系美少女だけどド変態な教え子に毎日射精管理されています。 横宮七海（10月18日、無垢）
- 素人ヘアヌード大図鑑～都内在住の巨乳美女編（10月25日、S級素人）
- 美少女戦士セーラールーメス 3 ～水の戦士の芽生え～ 横宮七海（10月28日、GIGA）
- ちっちゃな身体に似合わず性欲がすご～い強くてエッチが大好きなロ●っ娘! 小悪魔Sっ娘、半泣きドMっ娘全員中出し12人4時間（11月5日、GLAY'z）
- 「男の人が私の体液飲んでくれると濡れちゃうんです…」 体液飲まれたがりのけなげな痴女子校生と体液飲まされいちゃいちゃSEX 2学期（11月10日、ひよこ）
- まさかこんなけなげなひよこ女子が…媚薬を盛られ理性完全崩壊!! ところかまわず異物オナニー! イキ漏らしアクメ!!（12月8日、ひよこ）
- 横宮七海が身悶えイキ狂う! 淫行・狂乱・卑劣すぎる4SEX（12月13日、セレブの友）
- 極上ルックスで何度も何度も射精させる全裸メイド美少女訪問サービス（12月13日、BAZOOKA）
- ノーハンドフェラは奴隷の証! 6 手を使わずにフェラチオする12人の素人娘（12月13日、かぐや姫Pt/妄想族）
- 濡れてテカってピッタリ密着 神スク水 横宮七海（12月22日、親父の個撮）

- ロリっ子の頭の中はエロ漫画 エロイ事だけ考えて生きてます。 横宮七海（1月3日、S-Cute）
- 素人娘の全裸図鑑 28 今時の女の子12名が恥らいながら脱衣していく様子をじっくり撮影した、変態紳士のためのヘアヌードコレクション（1月3日、かぐや姫Pt/妄想族）
- ヤリ盛りの季節 親が旅行でいない連休中… 僕が片想いするあのコとその親友と、僕の悪友とで交わり合い、歪んだ想いを溢れさせた学生最後のハレンチな思い出（1月24日、グローリークエスト）
- 横宮七海 SPECIAL BEST 4時間（1月27日、TMA）※単体ベスト
- 可愛い顔してデカ尻!! 横宮七海（2月7日、MARRION）
- テクが気持ち良過ぎて予約が取れない巨乳J系エステティシャン 横宮七海（2月28日、ROYAL）
- 精子が飛び出る瞬間が見たくてたまらない即尺メイド! いつでもどこでもチ●ポに夢中 横宮七海（2月28日、FOCUS/妄想族）
- 女子○生 中出しシェイク輪姦 横宮七海（3月7日、アタッカーズ）
- 素行不良で僕の家に来ることになった姪っ子J系 ミニスカから覗く桃尻に我慢できず襲い掛かったら案外素直にヤラせてくれてそれ以来連日中出し! 横宮七海（3月7日、かぐや姫Pt/妄想族）
- 池袋発 ヌキ無しお触りNG! スク水メンズエステの健全店メンエス嬢が絶倫中出し裏オプションまでしてしまう一部始終を隠し撮り（3月7日、変態紳士倶楽部）
- このメス女… 只今発情真っ盛り!? 横宮七海としてみませんか?（3月14日、クリスタル映像/e-kiss）
- 『あっダメ! 激しく突いたらバレちゃう…』 義妹がロングスカートの中でこっそり即ハメ要求! 親の目の前でバレずにドキドキのこっそり連続イキ! 4（3月14日、Hunter）
- 『大人を舐めんなよ!』 家出中の超生意気女子●生を強烈ビンタで黙らせて常時集団輪姦! 好きなだけ飽きるまで集団イラマ! 集団ぶっかけ! 集団中出し!（3月14日、Hunter）
- 【個撮】どこでもフェラ 10  11人（3月14日、かぐや姫Pt/妄想族）
- 刑期10年を終えた強姦魔が本番禁止のデリヘル嬢に禁欲野獣チ○ポを生ブチ込みレ×プ 射精しても終わらない絶倫暴力ピストンで中出し服従肉便器 横宮七海（3月21日、MOODYZ）
- 彼女の妹はマゾ女 横宮七海（3月21日、グローリークエスト）
- 親の再婚でできた姉2人と子供部屋が相部屋に! W痴女姉妹に挟まれて毎日杭打ち中出しされたボク…。 新井リマ 横宮七海（3月21日、OPPAI）
- デカ尻アスリート女子限定! 固定ディルド当てゲーム 利き竿イッポン勝負! 見事当てたら賞金100万円! 外せばその場でデカチン即ハメ! ディルドでイッた直後の敏感マ●コは孕ませ中出しも拒めないのか!?（3月21日、はじめ企画）
- 素人娘の全裸図鑑 29 今時の女の子13名が恥らいながら脱衣していく様子をじっくり撮影した、変態紳士のためのヘアヌードコレクション（3月21日、かぐや姫Pt/妄想族）
- 精飲人形 フェラチオ大好き黒髪ちゃんと着せ替え露出デート（3月23日、SUN）
- 【あどけなさNo.1】見た目はもはや女児、中身は超絶ヤリマンのロリビッチJ系とこねくしょん!「親がいない間に家で先生とHしてます…（笑）」幼い見た目からは想像もつかないほどの肉食系女子校生と生ハメ2連発!【＃J系こねくしょん。＃6人目＃18歳】（3月23日、素人CLOVER）
- 「えっちしてあげよっか せ・ん・せ 私… カラダでしかお礼できないもん」 巻髪見せブラ白ルーズの超ヤリマンギャルはおバカだけど超がんばり屋さん。真面目だけどめちゃくちゃヤリマンのちょいギャル女子○生に勉強を教える事になったボク。少し教えただけでテストでいい点を取って来ると、お礼に「えっちしてあげよっか、せんせ」ととんでもない事を言ってくるんです! 「危ない危ない! さては勉強したくないからってボクをクビにする気だな。そんな手に乗るもんか!」と何とか誘惑を振り切ると「そんなつもりはないよ、私… こんな事でしかお礼できないから」と潤んだ目でブラウスのボタンを外し始めたんです。（3月28日、Hunter）
- 「あぁ七海ちゃんのオシッコ飲みたいぃ」 隣人の異常性欲オヤジが帰宅する彼女のモジモジ姿に尿意限界を悟って小便ダダ漏れ拉致レ×プ ゴミ部屋に連れ込み失禁しまくる利尿媚薬でキメセク大噴射! 横宮七海（4月4日、ワンズファクトリー）
- 押しに弱い制服女子を必ず乳首イキさせる制服マニア整体師の乳首こねくりマッサージを隠し撮り（4月4日、変態紳士倶楽部）
- どこでもおしっこ! 素人娘の大放尿30人 スロー再生でじっくり鑑賞できるマニア向け映像 7（4月4日、かぐや姫Pt/妄想族）
- 逃げても背後からホジくりまくるバック手マンで潮を吹かされ続け屈服する敏感女子大生（4月6日、ナチュラルハイ）
- ちびっこ拘束激イカセ悪徳エステ5 ちびっこ1名増量版（4月6日、ナチュラルハイ）
- 一日（膣）奴隷宣言 膣鎖/クリメンソレータム/子宮パン/ビンタイキ/ゼリー流し込み/デカチンピストン×2/ドライヤー熱風イカセ/飲尿 膣依存女のマ○コをグッチャボコ 横宮七海（4月18日、ドグマ）
- 素人ナンパでセンズリ鑑賞 15  見るだけでいいんです! だからちょっと僕のチ●ポ見てもらえませんか?（4月18日、かぐや姫Pt/妄想族）
- くそ生意気なメスガキ生徒に弱みを握られて、ざぁこざぁこと罵られて教師のプライドを打ち砕かれて逆レ搾精されまくった 横宮七海（4月25日、かぐや姫Pt/妄想族）
- 欲求不満な看護師と中出しハーレム乱交! 忙しい看護師の息抜きはボクの萎えない絶倫チ○ポ! 看護師に囲まれ手コキ & フェラが日課のハーレム入院生活! （4月25日、Hunter）
- おじさん、あそぼ ～1日だけのわるい子～ 横宮七海（5月2日、桃太郎映像出版）
- 拗らせ地雷系アイドルな彼女の妹に監禁されてメンヘラ体液によって飼育されたM男性奴隷化調教 横宮七海（5月2日、グローリークエスト）
- 【ジュニアアイドル】 【ラブホ密会個人撮影】 【ガチ恋オフパコ映像】 美少女ジュニアアイドルとイケナイイメージ撮影 快楽堕ち済メスガキおま○こに甘々生中せっくちゅ 横宮七海（5月4日、MILK）
- リモバイレズ痴漢 図書館で地味っ娘に遠隔で操られ言いなりにさせられる年上清楚女（5月11日、ナチュラルハイ）
- アナル丸見え固定バイブまんぐり絶頂我慢チャレンジ! ナンパしたJ系女子が固定バイブ1000秒耐久ミッション! 尻穴ヒクつかせて絶頂したら種付けプレス罰ゲーム!（5月16日、はじめ企画）
- オナサポ!! 女子○生 着衣で全裸で挑発的ダンス 4（5月16日、かぐや姫Pt/妄想族）
- 素人娘の全裸図鑑 30  今時の女の子12名が恥らいながら脱衣していく様子をじっくり撮影した、変態紳士のためのヘアヌードコレクション（5月16日、かぐや姫Pt/妄想族）
- 色狂い盗撮魔Wの二人同時パパ活記録＃5・6（6月1日、蜃気楼）※配信専用作品のDVD化。
- 「終電ないならウチくる？」残業で終電を逃がしてしまった俺は誘われるがまま家にお邪魔する事に。いつも会社で見るスーツ姿とは違うゆるい部屋着姿に興奮してしまい… VOL.2（6月18日、DOC）
- おじさん家に連れて帰ってイイですか? 落とし物しちゃって困ったななみちゃん編 横宮七海（6月20日、姦乱者/妄想族）
- 素人なのにディルドオナニーで激しく感じちゃう一般人娘 11（6月20日、かぐや姫Pt/妄想族）
- 有名‘淫‘キャ女子 E組19番 横宮さん。（6月22日、BOTAN）
- セックスしないと降りられないバス（6月22日、ナチュラルハイ）
- 天使な彼女 Vol.1 横宮七海（6月27日、First Star）
- 『全然足りない! 子供だと思って遠慮しないでいっぱい突いて!』 妹とお風呂に入っていたら、大人顔負けの激しいベロチュウしながらの抱き着きSEXしてくるもんだから当然、理性なんかブッ飛んで何度も何度も膣奥まで激しく突いて何度も中出し!! 2（6月27日、Hunter）
- セクハラママさんバレー! 6 ハイレグブルマ姿の人妻11人が挑む過酷なエロトレーニング（6月27日、かぐや姫Pt/妄想族）
- ノーハンドフェラは奴隷の証! 8 手を使わずにフェラチオする10人の素人娘（6月27日、かぐや姫Pt/妄想族）
- 顔出しMM号 ザ・マジックミラー 痙攣ガクブル失禁・トビジオ吹きっ放しの青空公開収録! プロの声優を目指す素人娘が原稿を読み上げながら平然と連続イキ!! びしょ濡れ決壊オマ○コに放送禁止のデカチン挿入激ピストン!（7月4日、DEEP'S）
- 目指せ校内童貞0%!? ウブな男子に笑顔で寄りそう教室のアイドル リオとナナミ、仲良しコンビの初SEXサポート 流川莉央 横宮七海（7月11日、Million）
- だれとでも定額挿れ放題! 地下アイドル編 ライブ会場でグッズを一定額購入すると特典として、その場でアイドルに触り放題! 挿れ放題!!（7月11日、Hunter）
- 背徳が興奮を倍増させる禁断兄妹中出し近親相姦 美巨乳 ななみ（7月18日、姦乱者/妄想族）
- 女のイキツボ直撃レズエステ 6  乳首いじりとこねくり責めで拒絶しながらも絶頂をくり返す未開発のカラダ（7月20日、ナチュラルハイ）
- おマ●コとアナルがハッキリ見える 5  素人娘の超接写オナニー 11人（7月25日、かぐや姫Pt/妄想族）
- 悪徳パーソナルトレーナーワイセツ筋トレちびっこマッチョへの道 横宮七海（7月27日、First Star）
- 南国リゾートエステ盗撮 バカンスに訪れたビキニ娘4名（8月3日、素人39）
- ロ○専科 挑発してくるメスガキJ○妹搾精中出し近親相姦 ななみ（8月5日、ロ○専科）
- 真夏の素人水着ギャル祭り! 素股オイルマッサージでカチカチち○ぽがアソコに擦れて赤面発情! 水着は恥ずかし汁まみれ! そのまま生で擦り合わせて、ヌルヌルワレメに結局つるんっと入って生中出し!! 赤面女子5周年記念特別編 撮り下ろし8人480分（8月11日、赤面女子）
- 素人ヘアヌード大図鑑～御宿のビキニ美少女編（8月22日、S級素人）
- 【闇病み家出ちゃんの恩返し】逆にヒーヒー言わされた ＃横宮七海＃POV特化＃ゴーグルなしでもVR気分【POV】家出中の黒姫カット闇病みちゃんに家に上がり込まれて恩返しとか言って金玉空っぽになるまで滅茶苦茶SEXされた（9月15日、BOTAN）
- 義姉妹レズビアン ～お姉ちゃんのHカップ巨乳を舐めたくて…～（11月7日、U＆K）
- どこでもおしっこ！素人娘の大放尿33人 スロー再生でじっくり鑑賞できるマニア向け映像 8（11月21日、かぐや姫Pt/妄想族）
- 美少女監禁 追撃鬼イラマ性交 横宮七海（11月24日、h.m.p）
- 下品だとか上品だとか関係なく、エグイくらい横宮さんを弄びたい 横宮七海（12月1日、光夜蝶）
- 頭は悪いけど性欲の強い子供おじさんの兄に飼われてます。 横宮七海（12月1日、NON）
- レイヤーをやり始めた妹を無言で貪った 横宮七海（12月29日、光夜蝶）
- 【禁断の兄妹フェラ＆大量潮吹き】モバイルバッテリーを借りて大学生の超絶美少女とパコパコSP！！兄妹で求め合う！？エロい二人が登場！兄のコスプレ趣味に付き合う妹w背徳感MAXのお風呂フェラ！オモチャ責め大量潮吹きからの中出しセックス！！www【充電させて… 横宮七海（12月24日、DOC）

- 一人暮らしの美女が鬼畜犯罪集団に狙われる自宅押込み中出しレ〇プ 横宮七海（1月9日、ボニータ/妄想族）
- メンヘラタワー 七海を愛しすぎたファンの行き過ぎた記録 横宮七海のファン代表の僕が彼女の良さを伝えたい一心でドキュメントを撮りましたが撮影中に何度もメンブレするほど「ななみん」に振り回されてはじめての2人きりにお互い照れまくってトロける粘膜に根こそぎ食べ（2月6日、	FunCity/妄想族）

### アダルトVR
- 人気No.1メイドの（秘）従順ご奉仕♡ キュンキュンするメイドさんのご褒美が特別すぎたので愛情をたっぷり中に注入 横宮七海（7月14日、MAX-A）
- ノーブラ胸チラ見せで僕を誘惑してくる妹 近親相姦VR るる・ゆず・ななみ（10月27日、TMA）
- 【天井特化×合宿テント×部活マネージャー】僕のことを愛して止まない教え子のべったり密着誘惑に負けて禁断中出し 横宮七海（11月25日、kawaiI*）
- パンスト舐めさせJOI 横宮七海（11月26日、CASANOVA）
- 天井特化アングルVR ～何もない休日に彼女とヤリまくる～ 横宮七海（11月27日、KMPVR）
- 一緒にオナニーしよ? 二人でした方が気持ちいいよね!（12月18日、KMPVR）
- 「私のこと好きだったらおしっこ飲めるよね?」 小便ぶっかけヤンデレ女子 横宮七海（12月24日、CASANOVA）
- 乳首特化VR（12月31日、KMPVR）

- フェラ顔VR（1月21日、KMPVR）
- めちゃ猫背になって美少女のフェラ顔を至近距離で見ながら抜かれまくるVR 横宮七海（1月31日、アリスJAPAN）
- 無抵抗彼女と人形プレイ 横宮七海（2月11日、CASANOVA）
- 顔面特化VR ～ずっと見つめてあげる～（2月22日、KMPVR）
- お店に内緒でエグいサービスしてくれたメンエス嬢を宅飲みに誘ってほろ酔いイチャコラ生中出し 横宮七海（2月28日、アリスJAPAN）
- 顔面特化アングルVR ～恥ずかしがり屋の彼女とイチャラブSEX～ 横宮七海（3月1日、KMPVR）
- ハメられ撮りVR ビッチJ○にカメラで恥ずかしい姿を撮られながらイカされまくる逆3P 森日向子　横宮七海（3月2日、SODクリエイト）
- 出したてホカホカ! 本物尿汁を浴びまくる! 大量オシッコ顔面ぶっかけVR ～僕の家に民泊しに来たJ○達。宿代なくておしっこでお支払い!?～ 木下ひまり 横宮七海 四宮繭（3月16日、SODクリエイト）
- 《領域展開/地面特化x天井特化》究極3Pレズ密着サンドイッチ。「女の感度は男の10倍。」前後左右に完全包囲で絶頂してもやめられない学園。～女子校生の身体になったワタシ～ 白桃はな 横宮七海 みひな（3月17日、SODクリエイト）
- 腋の下見せつけVR（3月25日、KMPVR）
- 横特化VR（3月26日、KMPVR）
- フワフワのほっぺをスリスリすれば許してくれる…? 浮気癖が治らないカノジョの何とも言えない可愛さにまんまと堕ちてしまったボク 横宮七海（3月26日、SPICY VR）
- 女子校の保健の授業に教材用モデルとして招かれて… チンポをいじくり回される合法露出体験VR 横宮七海 花音うらら 宇佐美玲奈 涼花くるみ 美島由紀 川原りま 宝川莉子（4月7日、SODクリエイト）
- お節介焼き妹のオハヨウ夢精チ●ポお掃除 朝から禁断の中出し近親相姦 横宮七海（4月8日、KMPVR）
- 顔特化（4月20日、KMPVR）
- 【お触り禁止! 本番禁止!】 ヤレそうなのにヤレない… 【S級激カワ本物女子○生に媚薬を盛ると淫乱覚醒!】 早漏敏感マ○コを責めて何度もイカせまくった秘密の裏オプ【中出し3発・口内射精】キメパコ孕ませJ○リフレ 横宮七海（4月25日、こあらVR）
- 「ご主人様、私のおま○こで気持ち良くなってくださいね」 朝でも夜でも即ハメ出来る【俺専用ロ○巨乳エロメイド!】 献身ご奉仕と早漏マ○コを愉しみ【口内射精・顔射・中出し×2】孕ませSEX! 横宮七海（5月14日、こあらVR）
- ドジッ娘サキュバス 横宮七海（6月19日、KMPVR）
- 天井特化 & 地面特化アングルVR ～どこを見ても、全方向パンチラ! 小悪魔なJ●に囲まれニヤニヤされながら、誘惑パンチラで何度も強制勃起させられるJ●リフレ～ 沙月恵奈 横宮七海（6月22日、KMPVR）
- 地雷系女子VR ～ななみんだぞっ～ 横宮七海（7月1日、KMPVR）
- 横宮七海 史上最ハイクオリティVR ロリ巨乳がドストライクなコスプレイヤーと3コスオフパコ2SEX SPECIAL!!（7月13日、MOODYZ）
- 神展開! 隣に住む妹みたいに可愛がっている幼馴染の女子○生が童貞筆おろし! 早漏童貞のボクは【淫手コキ2発・ごっくん1発】暴発連発! 生ハメ直後に無許可で中出し、萎えない絶倫チ○ポと追撃ピストンで絶頂孕ませ… 横宮七海（7月27日、こあらVR）
- 女子会中の巨乳美少女たちにニヤニヤ誘惑され、痴女られ、 中出しさせられたフード配達員ラッキースケベVR 横宮七海、さつき芽衣（7月31日、E-BODY）
- 真夏の通り雨でビショビショ濡れ透け制服少女から告白されて好き好き背徳ナマSEX! 避難してきたオレ（担任）の家であざとい小悪魔生徒が誘惑パンチラでニヤニヤ超接近! 透けブラ、滲む汗… 美少女フェロモンが充満する密室で禁断中出し性交VR! 横宮七海（8月9日、PREMIUM）
- モザイクなしのフェラでヌイてね（8月14日、KMPVR）
- KMP20周年記念! KMP風俗アイランドZ ハチャメチャが押し寄せてくる伝説の一日 ～自分の好きな時に好きな場所で、エッチなことが出来る発射無制限の夢の風俗島～ 横宮七海 有岡みう 小花のん 姫咲はな 吉根ゆりあ（9月2日、KMPVR-bibi-）
- 【脚フェチルーズソックス特化VR】15人完全撮りおろし（9月9日、こあらVR）
- 卑猥エロかわ衣装で金玉ショボショボになるまで連続抜きしてくれる超密着ハーレム風俗フルコース全4コーナー258分!! 沙月恵奈 横宮七海 琴石ゆめる 鈴音杏夏（10月4日、kawaii*）
- べろはモザイクがかからない性器（10月9日、KMPVR）
- 小悪魔な制服美少女が痴女ってくる放課後ラブホデートVR 横宮七海（10月11日、痴女ヘブン）
- ※フェラ嫌い人は見ないでください※ HなフェラVR図鑑（12月3日、SPICY VR）
- 黒パンスト × オイル尻コキ（12月31日、SPICY VR）

- めっカワ! いもうとバニーガールと快感神経が暴走するほどの禁断いちゃパコ! ナマ中出しSEX! 横宮七海（2月8日、P-BOX VR）
- 絶対に乳首をお留守にしないトリプル美少女J●逆4P! 横宮七海 天馬ゆい 皆月ひかる（2月9日、SODクリエイト）
- 〈バイノーラルで聴覚刺激! 多人数罵倒足コキ!〉 ‘続・女子○生寮の管理人（下僕人）の僕は、寮生の足コキおもちゃにされてます!’【現在進行形で寮などで罵倒され、足でチ○コをイジメられてるけどやっぱり快感すぎて、僕にとってはこの上ないご褒美でしかないです!（3月6日、SODクリエイト）
- 神カワ美少女ななみんのロ●ビッチいぢわる痴女責めと言いなり敏感娘に激ピス即イキ連続中出しPlay! 横宮七海（3月8日、MONDELDE VR）
- 顔面特化アングルVR ～七海と結婚してくれますか? 温泉旅行で逆プロポーズ～ 横宮七海（3月15日、KMPVR）
- 排卵日に性欲限界を迎えた妹がボクの部屋に忍び込んでくる逆夜這い種付け性交 横宮七海（3月22日、KMPVR）
- 顔ガン見手コキで男潮! 愛嬌たっぷりの天然かわいいチアと即ハメ中出しエッチ! チアガールのTバック尻に即ズボッVR 横宮七海（3月25日、CRYSTAL VR）
- 舐めてあげるから、いっぱいシコってね♡（4月15日、KMPVR）
- せんせー!! おちんちん見せてよ!! 教え子がHな事に興味津々!! 暴走するななみちゃんとのにぎにぎペロペロ中出しえっち 横宮七海（5月14日、KMPVR）
- 出張へ行く同僚からまるでペット同然に預かった娘は濡れ髪が妙に大人っぽく非常にエッチな躾も行き届いていた 横宮七海（6月17日、KMPVR）
- 舐めるの大好きなわがままひっつきメイドの下半身ご奉仕 横宮七海（6月26日、KMPVR）
- ロリっ娘回春チャイナエステティシャンのウブ淫語サロンVR 横宮七海（7月14日、ワンズファクトリー）
- 終電逃してアルバイト先のロリメガネ先輩の部屋に泊めてもらったら… 刺激が強すぎるおっぱいチラリ部屋着!（しかも巨乳!）メガネ外したら超どストライク! 酔ったら甘えん坊でクッソエロくて朝を迎えてもひたすら中出しエッチッチ 横宮七海（7月17日、kawaii*）
- Wアニメボイスで脳イキ連続射精! 後輩たちのハーレムASMRの練習台になったボクVR 胡桃さくら 横宮七海（7月23日、kawaii*）
- VRぜったい絶望連続射精 恋人とプレイで拘束され、そのまま放置されてたら、恋人の姉・母ナマ中だしセックス!! エロい恋人の家族たちと拘束ハーレム連続中出し射精!!!! 横宮七海 美園和花 春菜はな（7月24日、SODクリエイト）
- 【VR】Working Women’s Extra カフェ店員編 横宮七海（12月8日、SSR VR）
- 【VR】8KVR 射精コントロールJOI 横宮七海（12月13日、SSR VR）
- 【VR】8KVR 女体観察＆顔舐め唾たらし 横宮七海（12月13日、SSR VR）

- 8K VR 推しの娘 横宮七海（1月28日、KMPVR）

### アダルト配信
- 【ウブでエッチな絶対的年下美少女】「ななみさん」のまるなげ依頼! 18歳と10ヶ月、ガチの美少女、来ちゃいましたw薄毛マ●コ、エチチなデカチチ頂きますっ! 慣れない一生懸命フェラでそそり勃つ!! 小さな身体を壊れるほど激しくピストン! 年下キツマンに中出しエクスタシー!!w【まるなげ屋.3】（4月10日、プレステージプレミアム）
- ネットでAV応募→AV体験撮影 1538 七海 20歳 猫カフェ店員 【初撮り】【アイドル級ルックス】【仰け反り絶頂】与○ちゃん激似のウブかわカフェ店員が登場。おっとりした口調の彼女からは想像できない痴態が…（5月16日、シロウトTV）
- 【充電させてくれませんか? NO.14】ななみ 18歳 学生 【禁断の兄妹フェラ & 大量潮吹き】モバイルバッテリーを借りて大学生の超絶美少女とパコパコSP!! 兄妹で求め合う!? エロい二人が登場! 兄のコスプレ趣味に付き合う妹w 背徳感MAXのお風呂フェラ! オモチャ責め大量潮吹きからの中出しセックス!!www（5月26日、SUKEKIYO）
- ななみ（6月18日、俺の素人-Z-）
- 【妄想主観】排卵日子作りご奉仕メイド 横宮七海（6月11日、ONETIME）
- 都内某整体院 奈々未 18歳 世間知らずの儚げJ●にセクハラ施術! 穢れを知らない深窓の令嬢は流されるままに悪徳整体師を受け入れ膣奥まで曝け出す!（6月28日、ドキュメントdeハメハメ）
- ななみ（6月29日、素人おかしや）
- おうぼガール＃014 ななみ 20歳 カフェ店員 AV初体験【美乳!】【美尻!】【超美少女!】圧倒的! 非の打ち所なしの完璧なかわいい素人がどエロいSEXに打ち震える! この美少女、あざと過ぎる…!（6月29日、HHH）
- ななみ 2（7月2日、俺の素人-Z-）
- なな（7月5日、ION デートNOW!!）
- 横宮さん（7月7日、俺の素人）
- 【今世紀最高美少女と無計画中出し交尾】思わず抱きしめたい! 透明感溢れる美少女後輩ちゃんと変態ハメ撮りセックス! うるうるな瞳で見つめながらビンビンチンポをたくさんご奉仕♪ うさちゃんフードを被って性欲高めな甘えん坊エッチでキュンキュン中出し & 顔射の2回戦!【しろうとハメ撮り♯ななみん♯20歳♯H大好き小動物系美少女JD】（7月7日、MOON FORCE）
- ななみちゃん（7月9日、ゾクゾクタイム）
- 七海（7月10日、ION イイ女を寝取りたい）
- 【NTR】清楚な若妻が初対面の男性モデルたちと全裸で密着撮影! 夫の目の前で他人棒に子宮をうずかせる不貞妻と3P中出しSEX【メモリアルヌードフォト撮影】（7月12日、しろうとまんまん）
- 激かわ激エロ! アニ声で幼キャラ!で萌え～（7月26日、E★ナンパDX）
- ななみ 3（8月7日、俺の素人-Z-）
- NANAMI（8月19日、俺の素人）
- ななみさん（8月19日、俺の素人）
- 【親子ほど年の離れたJ○とおじさんのカップル】ななみちゃん J○史上No.1美少女降臨!! 信じられないくらい顔面偏差値が高く! 色白で! 美乳! 美尻! そして見かけによらずドエロい!! 非の打ちどころが無い完全無欠の美少女ななみちゃんはメタボなおじさんと卑猥な関係! 猫カフェでまったりデートの後はホテルで大好きなおじさんへのご奉仕! あどけなさの残る顔立ちからは想像もできないエロテクでおじさんを骨抜きにw メタボおじさんのヘビー級ピストンを受けて快感に歪んだ顔でさえもその辺のJ系とはレベチな可愛さ! ななみちゃん、生まれてきてくれてありがとう!!（8月22日、しろうとまんまん）
- なな (仮名)（8月23日、高揚）
- ななみちゃん（9月10日、素人CLOVER）
- Nanami（9月10日、ゾクゾクタイム）
- ななみ 4（9月17日、俺の素人-Z-）
- ななみさん（9月28日、俺の素人）
- 街角シロウトナンパ なーちゃん 18歳 女子大生 【ギリ合法! ロリ顔×巨乳×美少女】 肉食系に憧れる万年発情期のウサギ系女子は超ウブなのに性欲は人一倍! 「Mだからいっぱい責めてほしいです…」 目隠し拘束 × 電マ責めで性癖さらけ出し! 嗜虐心を掻き立てるうるうる上目遣いに背徳感MAXの人生初中出し & ぶっかけSEX!（10月1日、プレステージプレミアム）
- ななみ（10月31日、素人ムクムク）
- 横宮さん（11月10日、ゾクゾクタイム）
- マジ軟派、初撮。1718 ななみ 19歳 ガールズバー店員 仕草や喋り方がいちいち可愛い! 渋谷で呼び込み中のガールズバー店員をホテルに連れ込み! 真っ白な肌に美乳×美尻の神ボディ! 男心をくすぐる反応の良さにガチ恋必至!!（11月21日、ナンパTV）
- ＃被写体希望 ＃17 ななみん 22歳 【グチョ濡れ美乳メイド】【ギリ合法!?】【2NN性交指導】小動物系の極上美少女の性欲はまさかのガチ肉食系!! 性獣の王もびっくりマジ淫乱メイドの登場だ!!! エチエチそそる美味しそうな (確信ww) エチ確ボディ駆使して映え写真ならぬ映えSEX収録!! もちろん全チン生挿入です!!（11月21日、プレステージプレミアム）
- ナナミ（11月25日、援でり）
- N67ちゃん（11月26日、蜃気楼）
- パパ活成敗 三十五人目 ななみ 19歳 【清楚系ドビッチ美少女】【萌え隠語攻め制服痙攣NN2】【隠れロ●ボイン発覚!!】人は見かけによらず!! こんな清楚系正統派美少女がガチ淫乱で美巨乳隠れボインちゃんだなんて…!! 最高のエチエチサプライズ!! しかもサービス満点!! 萌え隠語攻めで男の本能フル勃起!! この娘… 只者ではない!! ゴム無し挿入サービスで大量NN保障の高ホスピタリティP活娘を成敗!!（11月27日、プレステージプレミアム）
- 【配信専用】全部出して! ザーメン大好きごっくんバキュームフェラ #2（12月2日、ふぇちぽいんと）
- 今日、会社サボりませんか? 47 in 渋谷 ななみちゃん 21歳 カフェの看板娘 瞳キラキラ美少女の正体はあざとさを極めたロリビッチ!! 顔でヌケる保証のアイドルルック & 声、体、仕草どこをとっても最高★ 旅ロケ中もキュンが止まりませんww 毎日オナニーで発達しすぎた敏感ボディはイケばイクほど更に敏感になり… 最後は潤んだ瞳で「すっごく気持ち良いから中にだしてほしぃ♪︎」（12月13日、プレステージプレミアム）
- ななみ（12月15日、あの素人娘のエッチの仕方を公開します。）
- ななみ（12月31日、＃素人しか勝たん）

- なーみん（1月1日、俺の素人-Z-）
- 【配信専用】気になるあのコはまさかの小悪魔!? 絶対領域からは、逃げられない。【脚フェチ必見】快楽絶頂太ももコキ #2（1月6日、ふぇちぽいんと）
- ななみ 2（2月11日、＃素人しか勝たん）
- 【配信専用】ジュルジュルといやらしく音を立てるヨダレまみれの濃密全身リップ（2月17日、ふぇちぽいんと）
- 正統派な美少女に見せかけたロリ声の小悪魔系女子。連続搾取からの●●プレイまで収録（3月12日、インディ）
- 【t●nderist!!】ゆうか 22歳 美容部員 【最強の清楚系ビッチ降臨】彼氏持ちだけどテ●ンダーで男を漁りまくるSEX大好き変態美女とマッチング!! 触り心地最高の美巨乳とエロかわテクで男を大翻弄! 「感じるとすぐ出ちゃううう」延々と爆潮ダダ漏れで床上浸水!! 小さいお口にデカチン捻じ込み涙目イラマ! 最後は生ハメで我慢できずに大量中出し!!!（3月13日、Jackson）
- ナナミ（3月17日、訳あり素人）
- 【配信専用】貴方のチ○ポも必ず抜かれる…! 美少女手コキ! <<完全主観>> 6（3月17日、ふぇちぽいんと）
- みいろちゃん & ななみちゃん（3月19日、俺の素人-Z-）
- 横宮さん（4月5日、素人ペイペイ）
- 【同じマンション在住の黒髪&美脚のNちゃんを追跡】エレベーターで遭遇した美人さん。さっそく尾行して部屋をつきとめた。後日、外出したところを狙って尾行、電車に乗ったので背後にぴったり付いてスカート内撮影、痴●～中出し。また後日自宅に侵入、睡眠姦にて中出し及び顔射【パンチラ盗撮/電車痴●/自宅侵入/睡眠姦】（4月11日、しろうとまんまん）
- みやちゃん（4月24日、新世代女子）
- ななみ 3（5月13日、＃素人しか勝たん）
- A93ちゃん & M93ちゃん（5月27日、蜃気楼）
- ななみん（6月5日、東京恋マチ女子）
- ななみ 4（6月17日、＃素人しか勝たん）
- 有名"淫"キャ女子 E組19番 横宮さん。 横宮七海（6月22日、BOTAN）
- ななこ（6月26日、東狂ハメンジャーズ）
- リカ & ナミ（7月21日、いんすた）
- NA001ちゃん（7月30日、白昼夢）
- 有名‘淫‘キャ女子 E組19番 横宮さん。 ＜放課後編＞ 横宮七海（8月12日、BOTAN）
- 【配信専用】主観大好き!! エチ過ぎ注意!! すんごいレロレロベロチュー手コキで射精待った無し! 7（8月4日、ふぇちぽいんと）
- ななみ 5（8月19日、＃素人しか勝たん）
- ななみ（8月23日、パコられ美少女）
- うみ（8月28日、いんすた）
- 【配信専用】怒涛のおかわり二連顔射!! 空になるまで搾り取る限界ヌキ! 3（9月8日、ふぇちぽいんと）
- ななみ 6（9月16日、＃素人しか勝たん）
- 【配信専用】絶対主観!! もはや精子が枯渇寸前! 超気持ちイイッ!! 乳首舐め手コキ #11（9月29日、ふぇちぽいんと）
- ななせ（10月5日、恋愛カノジョ）
- みなみ（10月7日、ION イイ女を寝取りたい）
- 有名‘淫‘キャ女子 E組19番 横宮さん。＜最終回＞ 横宮七海（11月16日、BOTAN）
- ななみちゃん（12月1日、俺の素人）
- ななみ（12月2日、S-Cute）
- ななみ 2（12月17日、S-Cute）

- ななみん 【解決しますぅ】（1月20日、BOTAN）
- よこみやちゃん 【チョロくな～るぅ】 （2月3日、BOTAN）
- ミキ (taxd023)（2月6日、密室タクシードライバー）
- 【ロリ顔で美巨乳という、チート。】激かわカフェ店員を彼女としてレンタル! 口説き落として本来禁止のエロ行為までヤリまくった一部始終を完全REC!! 箱根旅行デートを楽しんだ後は、ホテルで秘密のいちゃラブSEX!! 小動物系の見た目なのに脱いだら凄い、隠れ美巨乳Eカップ!! そのギャップに全ての男がハートを撃ち抜かれること間違い無し!! 可愛い過ぎ&エロ過ぎのため、露天温泉セックスとエロブルマーセックスまで堪能します!!!【乙女なキツマンに生ハメ生中出し】 ななみちゃん 21歳 カフェ店員（2月7日、プレステージプレミアム）
- ナナミ (ore902)（3月1日、俺の素人）
- れな (endx354)（3月1日、E★ナンパDX）
- ななみchan (srom046)（3月7日、素人まっちんぐ）
- サエ（3月27日、待ち伏せハンター）
- かな (tobp001)（4月3日、素人ギャラリー）
- ななみ（4月18日、民泊経営者の極秘ファイル）
- ななみ（5月31日、Re:Fuck）
- 舐めるのが大好きな可愛い女の子のエッチな素顔と授業を追った学園シリーズ第2弾。今回は違う星の学校から編入してきた出席番号007番ななみちゃん、天使のようなカワイイ顔にほどよくついたEカップのおっぱいとむっちりした美白ボディ、フェラ経験はあまりないけれど、心に秘めたご奉仕精神でもっと上手くなりたいと思っている女の子です。先生として一番大事に思うのはどんな男の人もメロメロにする魅力を持ってるかどうか? ななみちゃんはまさにそれを持ち合わせる逸材でした!! 今回もデカチンフェラあり、中出しあり、ごっくんありの舐めたろか学園をどうぞご覧ください。（6月1日、こりゃヌケる!）
- ななみちゃん（6月8日、舐めたろか学園）
- ななみ（6月15日、妖精ムックムック）
- ななみ 2（6月15日、あの素人娘のエッチの仕方を公開します。）
- ななみ (fami001)（6月30日、ファミリープラン）
- ななみ 3（6月30日、あの素人娘のエッチの仕方を公開します。）
- モナ（6月30日、援堂山）
- ななみchan 2（7月4日、素人まっちんぐ）
- 不思議系えちえちコンカフェ店員＠ななみちゃん (20)（7月5日、はめどりでぃず）
- モナ 2（7月7日、援堂山）
- ヒロコ（7月7日、援堂山）
- ななみん（7月7日、＃素人しか勝たん）
- ヒロコ 2（7月14日、援堂山）
- ななみ (fami002)（7月20日、ファミリープラン）
- ななみさん (spay270)（8月1日、素人ペイペイ）
- ななみん 2（8月4日、＃素人しか勝たん）
- ななみちゃん (oreco397)（8月4日、俺の素人-Z-）
- ななみちゃん（8月11日、少女A）

### イメージDVD
- 放課後えっちズム（2021年8月27日、スパイスビジュアル）※「真島奈央」名義
- セーラー服を脱がさないで…（2022年3月18日、デジプラン）※「宇佐ましろ」名義
- もえもえキュン（2022年6月7日、未満）※「白石もえ」名義

### デジタル写真集
- 娘に喰わせてもらってます。（2021年9月24日、WAAP photo）